# 對林鄭月娥的負面稱呼

時任香港特首林鄭月娥

香港傳媒、輿論、網上討論區及民眾對林鄭月娥的負面稱呼有人稱「777」、「7婆」、「奶媽」、「好打得」、「淋病月娥」、「林奠」和「攬炒之母」等。截至2019年，林鄭月娥在網上能夠被辨識到的稱呼逾30個。

## 因2017年香港行政長官選舉相關

### 777

777是林鄭月娥其中一個著名稱呼。

2017年參選行政長官選舉，以777票當選。林鄭月娥的上任特首梁振英的稱呼之一為「689」，源於其選舉得票，林鄭月娥亦因此被稱呼為「777」（「柒」為粵語粗口，意指男性性器），立法會議員鄺俊宇曾經直斥林鄭月娥為「777女士」。

### 7婆
亦因其女性身份被稱為「7婆／柒婆」及因其本名被稱呼為「7娥」。

### 行騙月娥
在選舉之前，陳曉陽飾演為「行騙月娥」（林鄭月娥諧音），組成「政改奸人組」（「政改三人組」諧音），因而得名。（但在2015年立法會會議中，因在會議內粗言穢語，而遭驅逐離場。）

## 在梁振英任期内

### 奶媽
自從第四屆政府行政長官梁振英2012年上任以來，不少棘手問題均需要由政務司司長在記者會解围（但相關負責官員往往站在後方，沒有發言），林鄭因此得名「奶媽」。

## 因反對逃犯條例修案運動

### 攬炒之母
林鄭月娥在任期間爆發反送中運動，香港社會大為動盪，林鄭亦因此被名為攬炒之母。